# Wilhelm Berge

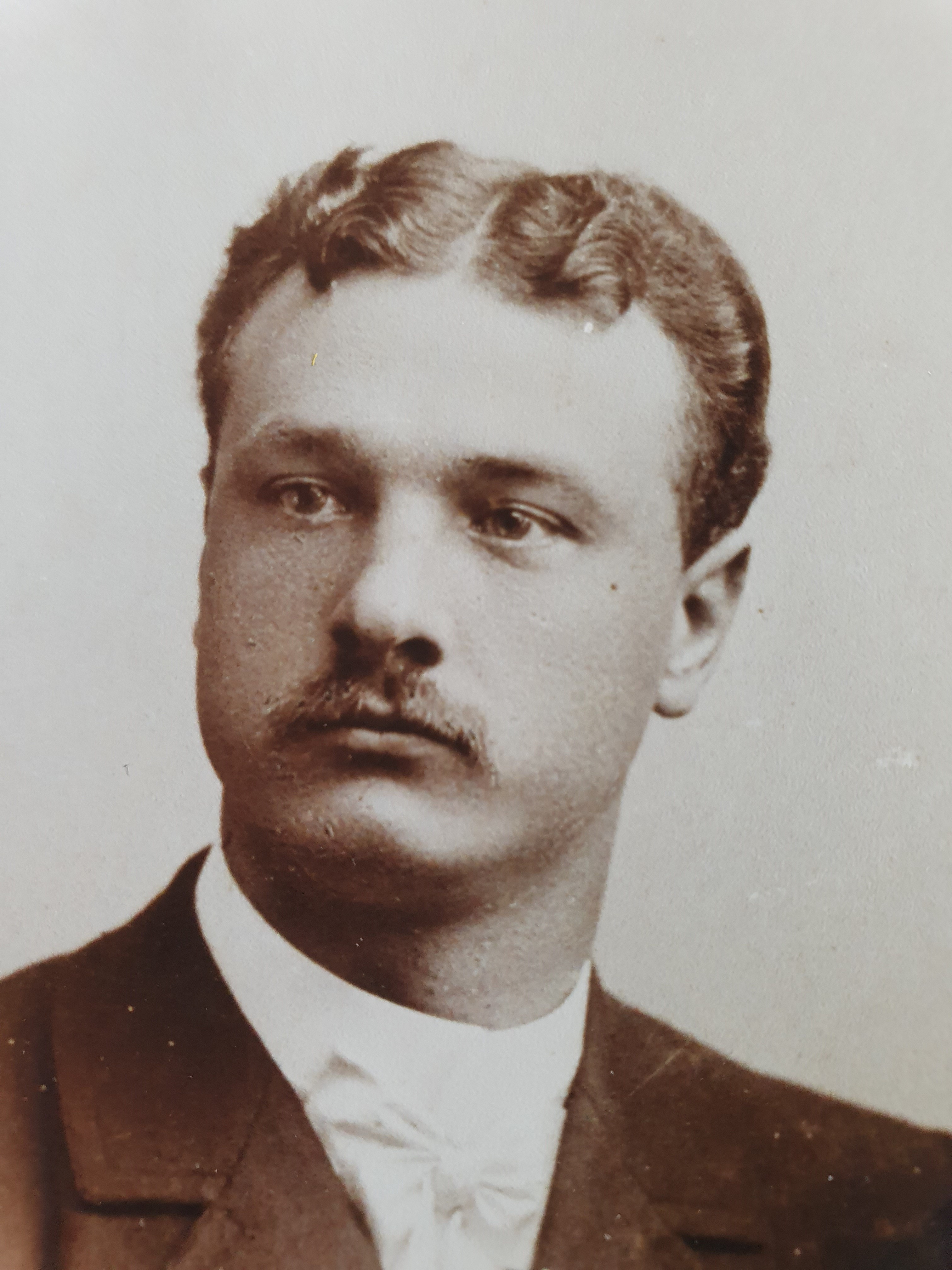
Wilhelm Berge (1896)

Wilhelm Berge (* 16. März 1869 in Zwergen; † 29. Dezember 1951 in Bentheim) war ein deutscher Lehrer, Rektor, Organist und Lokalhistoriker.

## Werdegang
Berge war eine  Persönlichkeit der Stadt Schüttorf in der ersten Hälfte des 20. Jahrhunderts. Aus Hessen kommend engagierte er sich stark im sozialen Leben der Stadt. Beruflich war er Rektor der reformierten Volksschule. Er war zudem Organist an der evangelisch-reformierten Kirche in Schüttorf, er leitete den Chor und die Bläsergruppe des evangelischen Jünglingsvereins. Als Vorsitzender des Kreisvereins für Ziegenzucht setzte er sich für Leistungszucht und die Propagierung der Ziege als "Kuh des kleinen Mannes" ein. Diese Tätigkeit wurde 1946 vom Landesverband gewürdigt. Er war Leiter der Kreisobstbaumschule und nebenamtlicher Kreisobstbaumlehrer. In Anerkennung seiner Verdienste wurde er im Februar 1907 zum Mitglied der königlichen Landwirtschaftsgesellschaft zu Hannover ernannt. Ziegenzucht und Obstbau praktizierte er auch in seinem Garten in der Schevestraße 14. Er war, bis zu seiner Auflösung, 1933, erster Vorsitzender des Lehrervereins der Obergrafschaft Bentheim. Zudem war Berge für einige Jahre Vorsitzender des Schüttorfer Bürgervereins.
Sein bedeutendstes Werk ist sicherlich seine Chronik der Stadt Schüttorf, die fast 70 Jahre nach seinem Tod 2020 postum veröffentlicht wurde, was ihre Bedeutung für die Stadt Schüttorf unterstreicht. Außerdem verfasste er eine Sammlung Schüttorfer Sagen, die er 1950 als Buch herausgab. Viele seiner Forschungen publizierte er zu Lebzeiten regelmäßig in der "Schüttorfer Zeitung". Während des Zweiten Weltkrieges sammelte Berge viele Zeitzeugenberichte. Diese wurden nach seinem Tod von Heinz-Georg Volkers dem neuen Stadtarchiv Schüttorf überlassen. Das Alte wurde am 4. April 1945 von einer Fliegerbombe getroffen und brannte anschließend nieder, Teile wurden aber von Berge gerettet und bildeten die Grundlage für das neue Stadtarchiv.

## Namensnennungen
- Wilhelmstraße in Schüttorf (Verlauf parallel zu seinem Grundstück Schevestraße 14)

## Werke (Auswahl)
- Wilhelm Berge: Abenteuer und Schwänke von Jan Kerkhoff, weiland Leydeckerbaas in Schüttorf [mit Stammtafel]. In: Heimatblätter für die Grafschaft Bentheim Nr. 6 vom 4. Juni 1927, Schüttorfer Zeitung.
- Wilhelm Berge: Vom Grafschafter Obstbau In: Grafschafter Heimat – Kalender für das Jahr 1928. 3. Jahrgang.
- Wilhelm Berge: Aus der Zeit und dem Leben des Lehrers Derk Mülder in Schüttorf (1800-1881).  In: Heimatblätter für die Grafschaft Bentheim Sonderausgabe vom 24. Dezember 1931, Schüttorfer Zeitung.
- Wilhelm Berge: Aus der Zeit und dem Leben des Lehrers Arnold Wilhelm Nordbeck in Schüttorf von 1781 –1825.  In: Heimatblätter für die Grafschaft Bentheim Sonderausgabe vom 30. Juni 1934, Schüttorfer Zeitung.
- Wilhelm Berge: Die Ziege im Bentheimer Land In: Jahrbuch des Heimatvereins der Grafschaft Bentheim. Zugleich Heimatkalender 1935. Das Bentheimer Land Band 9, Nordhorn, 1934.
- Wilhelm Berge: Aus dem Leben des Hauptlehrers Justian Georg Mülder (1851-1900). In: Heimatblätter für die Grafschaft Bentheim Sonderausgabe vom 23.03.1935, Schüttorfer Zeitung.
- Wilhelm Berge: Larentiustag in Schüttorf + Das Schüttorfer Feld In: Bentheimer Heimatkalender 1937. Das Bentheimer Land Band 12, Bentheim, 1936.
- F. Scheurmann/ Wilhelm Berge: Schüttorfer Feuerlöscheinrichtungen seit 1789 In: Bentheimer Heimatkalender 1941. Das Bentheimer Land Band 26, Bentheim, 1940.

- Schüttorfer Sagen und Geschichten. Gesucht – Gefunden – Gebunden. 1950.
- Wilhelm Berge/ Heinz-Georg Volkers (Bearbeiter): Verzeichnis der Obergrafschafter Ziegenhaltung aus dem Jahre 1939. Aus dem Nachlaß von Rektor Wilhelm Berge, Schüttorf In: Bentheimer 1999, Heimatverein der Grafschaft Bentheim e.V., ISBN 3-922428-52-5.
- Wilhelm Berge / Heinz-Georg Volkers (Bearbeiter): Aus der Chronik der Stadt Schüttorf (Seiten 211 ff), von Wilhelm Berge (1869–1951). In: Bentheimer Jahrbuch 2001, Heimatverein der Grafschaft Bentheim e.V.
- Wilhelm Berge / Helmut Lensing (Bearbeiter): Der Erste Weltkrieg und die Inflationsjahre in Schüttorf nach Berichten des Lehrers Wilhelm Berge. In: Emsländische Geschichte Band 12, Haselünne 2005, Seiten 25 ff., Studiengesellschaft für Emsländische Regionalgeschichte.
- Brücken fliegen in die Luft- 4.-5. April. 1945 In: Kriegsgeschehen in Schüttorf. Augenzeugenberichte aus der Zeit des Dritten Reiches. Schüttorfer Buchreihe – Band 1, 2017, Seiten 58f., Heimatverein Schüttorf e.V.
- Aus der Chronik der Stadt Schüttorf. Hrsg. vom Heimatverein Schüttorf e.V / Studiengesellschaft für Emsländische Regionalgeschichte, Haselünne 2020, 176 S., ISBN 978-3-9821831-3-8.